# Lodares
Lodares is een plaats (freguesia) in de Portugese gemeente Lousada en telt 1737 inwoners (2001).